# 弗兰克·波西·史密斯
弗兰克·波西·史密斯（英語：Frank Percy Smith，1880年1月12日—1945年3月24日），英国自然学家，查理斯·厄尔班早期自然類紀錄片合作伙伴，在合作期间开创了縮時攝影和顯微電影照相術的新纪元。他在一战期间还曾参与英国皇家海军担任海军方面的摄影师，负责航拍英国战场战况。